# Отрядин Гундегмаа
Отрядин Гундегмаа  (монг. Отрядын Гүндэгмаа, 23 травня 1978) — монгольська стрілець, олімпійська медалістка.

## Виступи на Олімпіадах
| Олімпіада           | Дисципліна                  | Місце |
| ------------------- | --------------------------- | ----- |
| Атланта 1996        | пневматичний пістолет, 10 м | 30T   |
| Атланта 1996        | спортивний пістолет, 25 м   | 5     |
| Сідней 2000         | пневматичний пістолет, 10 м | 9T    |
| Сідней 2000         | спортивний пістолет, 25 м   | 6     |
| Афіни 2004          | пневматичний пістолет, 10 м | 16T   |
| Афіни 2004          | спортивний пістолет, 25 м   | 6     |
| Пекін 2008          | пневматичний пістолет, 10 м | 12    |
| Пекін 2008          | спортивний пістолет, 25 м   | 2     |
| Лондон 2012         | пневматичний пістолет, 10 м | 18    |
| Лондон 2012         | спортивний пістолет, 25 м   | 27    |
| Ріо-де-Жанейро 2016 | пневматичний пістолет, 10 м | 20    |
| Ріо-де-Жанейро 2016 | спортивний пістолет, 25 м   | 12    |